# Netamelita cortada
Netamelita cortada är en kräftdjursart som beskrevs av J. L. Barnard 1962. Netamelita cortada ingår i släktet Netamelita och familjen Melitidae. Inga underarter finns listade i Catalogue of Life.